# 小麦哲伦星系
小麥哲倫星系（SMC）是一個環繞著銀河系的矮星系，擁有數億顆的恆星 。
小麥哲倫星系（SMC 或 Nubecula Minor）是鄰近銀河系的一個矮星系。它被歸類為矮不規則星系，其D25等熱線直徑約為5.78千秒差距（18,900光年），並包含數十億顆恒星。 它的總質量約為70億太陽質量。 小麥哲倫星系的距離約20萬光年，是銀河系最近的星系鄰居之一，也是肉眼可見的最遙遠的天體之一。
SMC從整個南半球都可以看到，從緯度約北緯15° 以南可以在南方地平線上方的低空看到全貌。這個星系位於杜鵑座和水蛇座這兩個星座內，看起來像一個模糊的朦朧斑塊，似乎是從銀河系分離的部分。SMC的平均表觀直徑約為4.2°（月球的8倍），因此覆蓋面積約為14平方度（月球的70倍）。由於它的表面亮度非常低，這個深空天體最好在遠離都市燈光，且晴朗的無月的夜晚觀看。SMC與位於東方20°的大麥哲倫雲（LMC）形成一對，與LMC一樣，它也是本星系群的成員。它現時是銀河系的一個衛星星系，但很可能是LMC的衛星星系。

## 觀測史

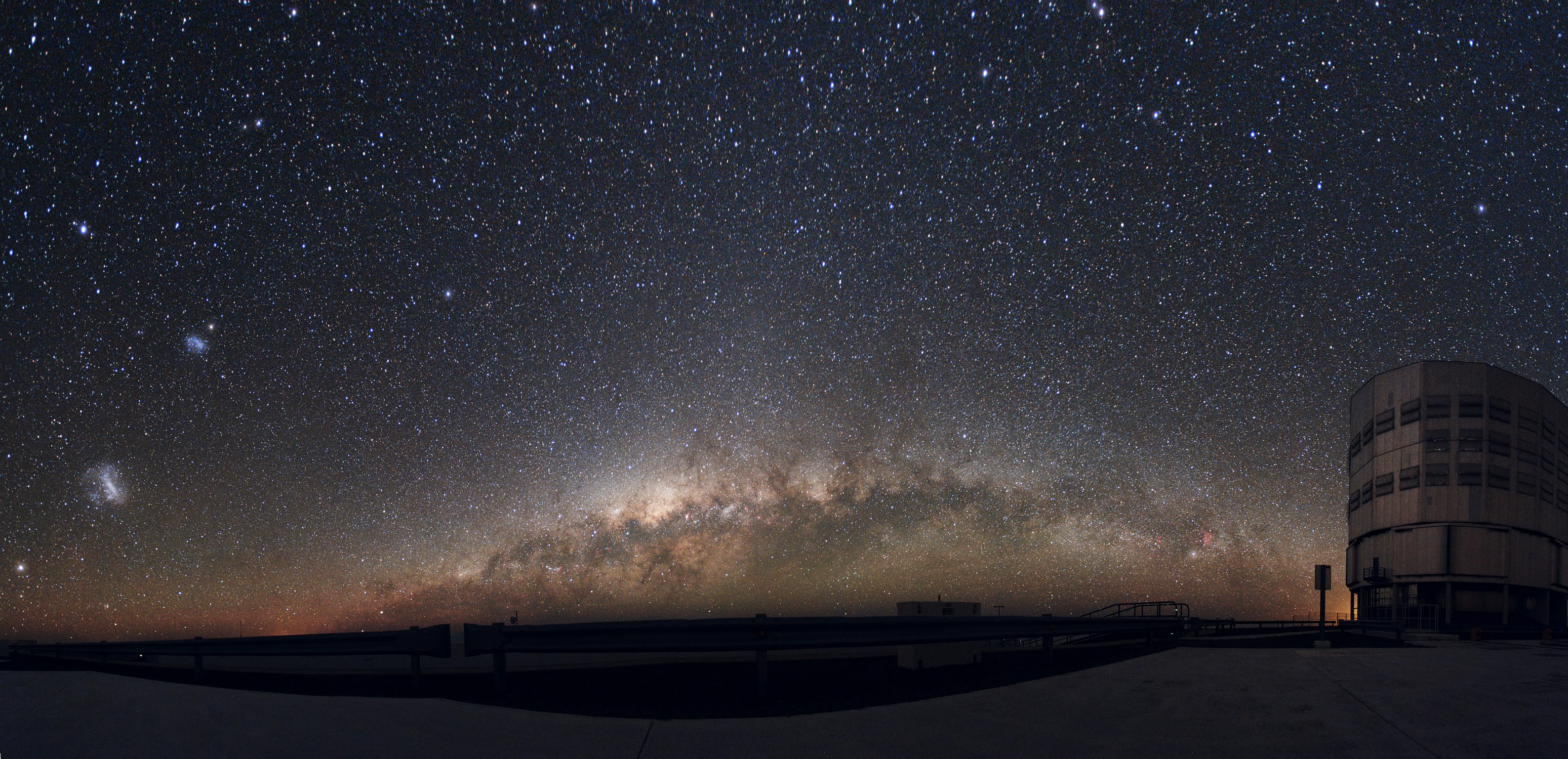
從ESO的VLT觀測點看到的全景圖中的大麥哲倫星系和小麥哲倫星系。這兩個星系在影像的左側。

杜鵑座的星座圖：小麥哲倫星系是圖中南部（底部）的綠色輪廓線圍繞的區域。

在南半球，麥哲倫星系長期以來一直被包含在土著居民的傳說中，包括南海島民和澳大利亞原住民。波斯的一位天文學家Abd Al-Rahman Al-Sufi在他的《恆星之書》中提到了它們，重複了博學家Ibn Qutaybah的一句話，但他自己並沒有觀察到它們。歐洲水手可能在中世紀首次注意到這片雲氣，當時曾用它來航海。葡萄牙和荷蘭的水手稱他們為雲岬，這個名字保留了幾個世紀。1519-1522年斐迪南·麥哲倫繞地球航行期間；它們被安東尼奧·皮加費塔描述為暗淡的星團。約翰·拜耳在1603年出版的的天體圖譜《測天圖》中，他將較小的雲氣命名為小努比亞雲。在拉丁語中，努比亞的意思是一朵雲。

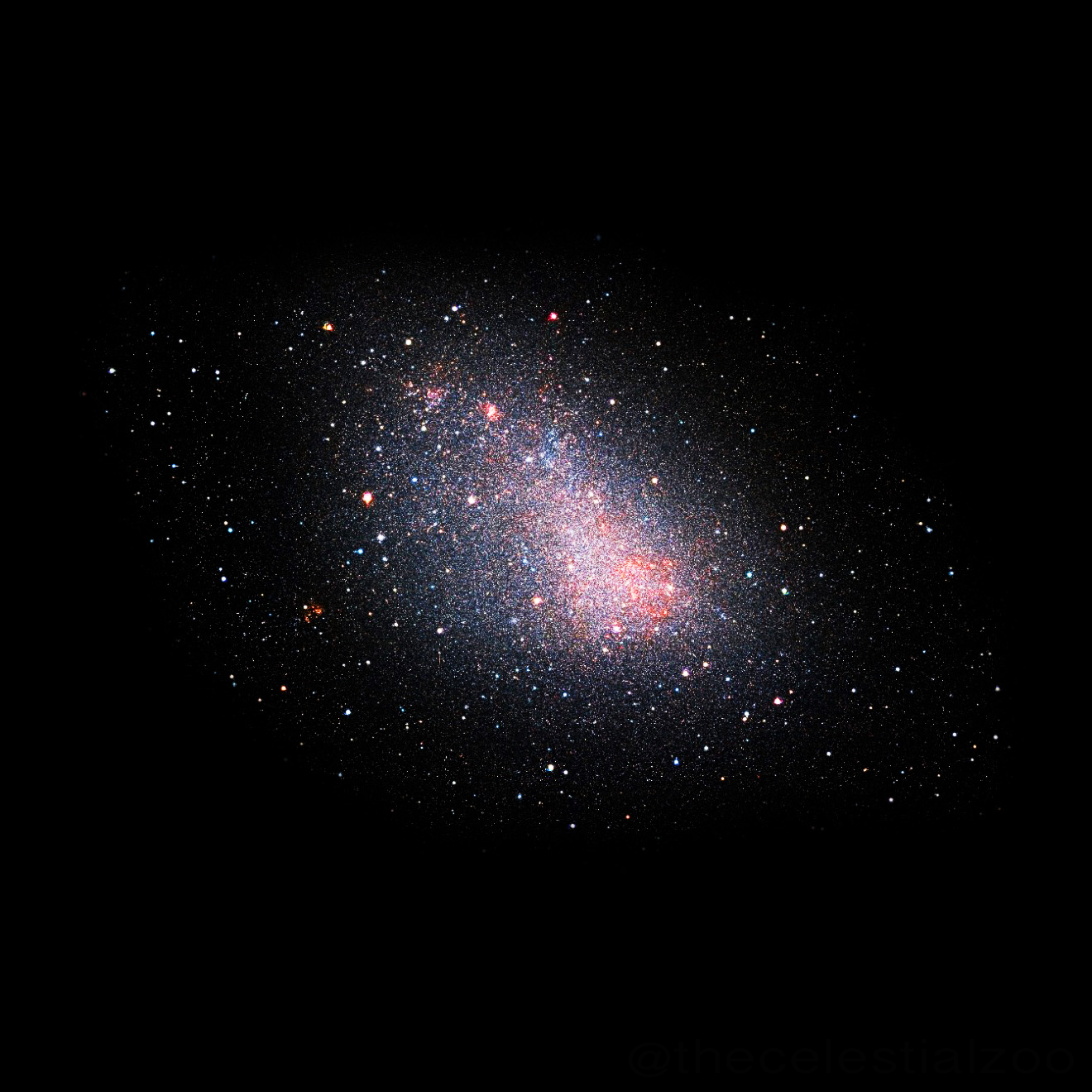
由業餘天文學家拍攝的小麥哲倫星雲。無關的恆星已被删除掉。

1834年至1838年間，威廉·赫歇爾在非洲好望角皇家天文台用他的14-英寸（36-）反射鏡對南方天空進行了觀測。在觀察小麥哲倫星系時，他將其描述為一團橢圓形、中心明亮的雲狀光。在這片雲的區域內，他對37個星雲和星團的濃度進行了編目。
1891年，哈佛大學天文台在秘魯的阿雷基帕開設了一個觀測站。1893年至1906年間，在索倫·歐文·貝利的指導下，該地點的24-英寸（610-）望遠鏡被用於對大麥哲倫雲和小麥哲倫雲進行攝影測量。哈佛大學天文台的天文學家亨麗埃塔·史旺·勒維特使用阿雷基帕的攝影乾版來研究小麥哲倫星系中恆星相對光度的變化。1908年，她發表的研究結果表明，一種被稱為「星團變星」的變星，後來以原型恆星造父變星的名字被稱為造父變星，顯示出變化週期與恆星視亮度之間的明確關係。勒維特意識到，由於小麥哲倫星系中的所有恆星與地球的距離大致相同，這一結果意味著週期和絕對亮度之間存在相依的關係。這個重要的週期-光度關係允許根據到小麥哲倫星系的距離來估計到任何其它造父變星的距離。她希望能在離地球足够近的地方找到一些造父變星，以便量測它們的視差，來得知它們與地球的距離。這很快就實現了，造父變星被用作標準燭光，促進了許多天文發現。
利用這個週期-光度關係，在1913年，埃納·赫茨普龍首次估計了到小麥哲倫星系的距離。首先，他量測了附近的十三顆造父變星，以找到一顆週期為一天的變星的絕對星等。通過將其與勒維特量測的變星週期性進行比較，他能够估計太陽和小麥哲倫星系之間的距離為10,000秒差距（30,000光年）。這後來被證明是對真實距離的嚴重低估，但它確實證明了這項科技潜在的價值。
2006年公佈的哈伯太空望遠鏡的量測結果表明，大小麥哲倫星系可能移動得太快，無法繞銀河系運行。

## 特徵

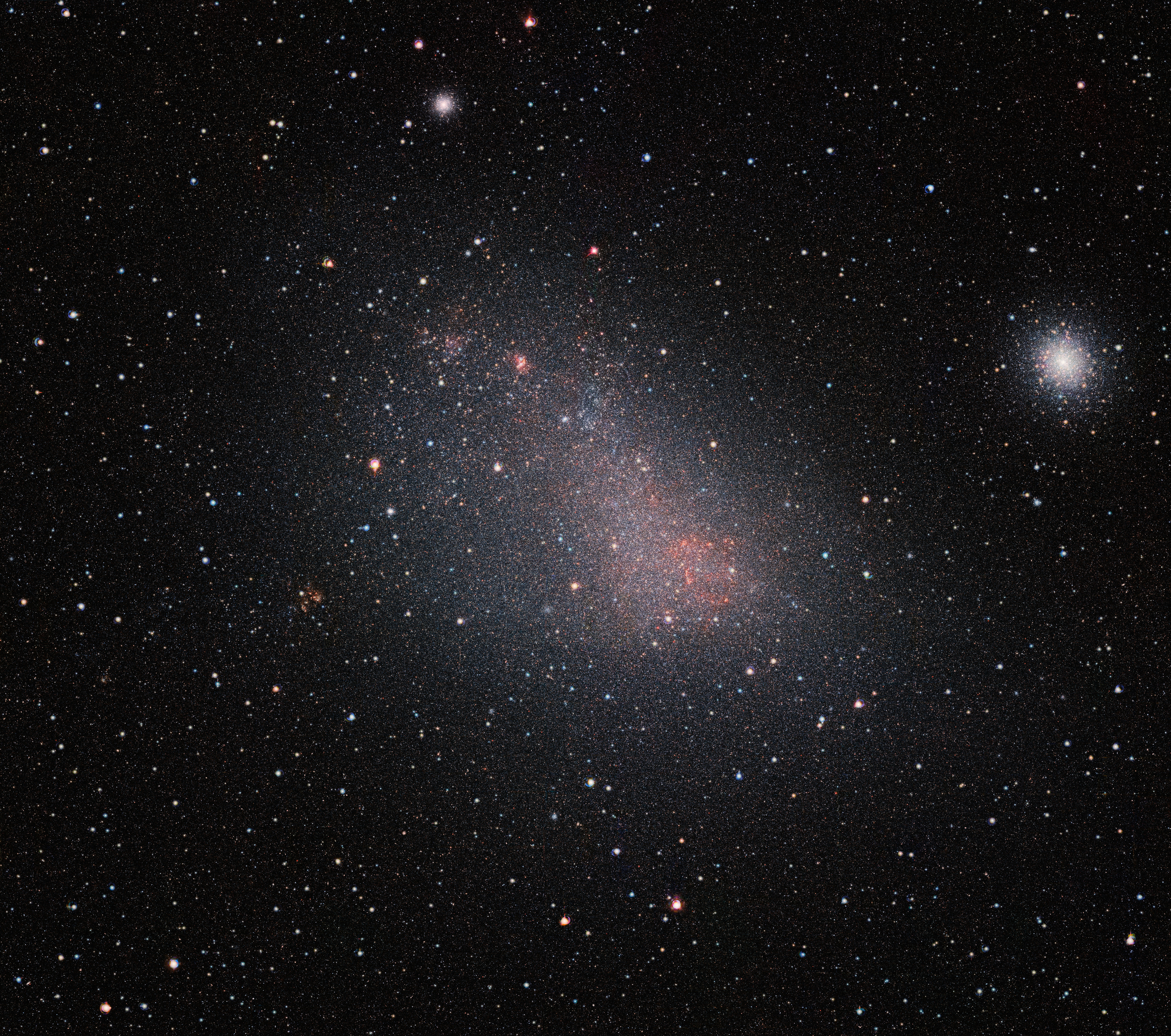
小麥哲倫星系的影像。在小麥哲倫星系的右邊可見杜鵑座47（NGC 104）。

小麥哲倫星系包含一個中心棒狀結構，天文學家推測它曾經是一個棒旋星系，被銀河系破壞，變成有點不規則。
有一座氣體橋連接著小麥哲倫星系和大麥哲倫星系（LMC），這是星系之間潮汐相互作用的證據。這個氣體橋是一個恆星形成的地方。
麥哲倫星系有一個共同的中性氫包層，這表明它們已經被引力束縛了很長一段時間。. 
2017年，使用暗能量巡天調查加上MagLiteS數據，發現了一個與小麥哲倫雲有關的恆星超密度區，這可能是SMC和LMC之間相互作用的結果。

哈伯太空望遠鏡拍攝的小麥哲倫星系。

## X-射線源
小麥哲倫星系包含大量活躍的X射線聯星。最近的恆星形成導致了大量大質量恆星和高質量X射線聯星（HMXBs），它們是初始質量函數頂端的短暫遺跡。年輕的恆星群和大多數已知的X射線聯星都集中在小麥哲倫星系的棒中。
X射線聯星脈衝星是聯星系統中旋轉的中子星，具有Be型（光譜型 09-B2，光度等級 V-III）或超巨星的恆星伴星。大多數X射線聯星是Be型：在銀河系中佔70%，在小麥哲倫星系中佔98%。Be星的赤道盤提供了一個物質庫，可以在通過近拱點期間（大多數已知系統具有較大的軌道偏心率）或在大規模盤拋射事件期間吸積到中子星上。典型X射線爆發以軌道週期的間隔，強度為 Lx = 1036–1037 爾格/s；這種情況會導致一連串的X射線爆發，加上持續時間和光度更大的罕見巨爆發。
使用美國國家航空暨太空總署的羅西X射線計時探測器（RXTE）對小麥哲倫星系進行的監測調查， 看到X射線脈衝星的爆發時間超過1036 Erg/s，到2008年底已統計50個。ROSAT和ASCA任務探測到許多微弱的X射線點源，但是典型的位置不確定性經常使正確識別變得困難。最近使用XMM-Newton進行研究和Chandra，現在已經對小麥哲倫星系方向的數百個X射線源進行了編目，其中可能有一半被認為是X射線聯星（HMXB），其餘的是前景恆星和背景活躍星系核（AGN）的混合。
在1966年9月20日的納克戰斧飛行中，沒有從麥哲倫星系觀測到高於背景的X射線。1967年10月24日，在澳大利亞米爾杜拉對小麥哲倫星系進行的氣球觀測設定了X射線探測的上限。1970年9月24日，協調世界時12時54分，從強斯頓環礁發射了一枚雷神飛彈，攜帶了一架X射線天文儀器，在超過300公里以上的高度蒐索小麥哲倫星系。對於明顯擴展的源，小麥哲倫星系X射線強度在1.5–12 keV範圍內為5×1038erg/s，在5–50 keV範圍外為2.5×1039erg/s。
第四版Uhuru目錄列出了星座杜鵑座內的早期X射線源：4U 0115-73（3U 0115-73%，2A 0116-737，SMC X-1）。烏胡魯於1971年1月1日、12日、13日、16日和17日觀察到小麥哲倫星系，並在01149-7342處檢測到一個X射線源，當時被命名為SMC X-1。1971年1月14日、15日、18日和19日也收到了一些X射線計數。第三版羚羊5 (衛星)目錄（3A）也包含早期在杜鵑座內發現的X射線源：3A 0116-736（2A 0116-737，SMC X-1）。SMC X-1，X射線聯星，位01h 15m 14s，赤緯73° 42′ 22″。
在3A中檢測和列出的另外兩個射線源包括3A 0042-738的SMC X-2和3A 0049-726的SMC X-3。

## 迷你麥哲倫雲
早在1986年，天體物理學家D.S.Mathewson、V.L.Ford和N.Visvanathan提出，事實上，小麥哲倫星系可能被一分為二，在它的主要部份後面有一小部分星系（從地球的角度來看），並相距約30,000光年。他們認為，這是由於過去與大麥哲倫星系的互動導致小麥哲倫星系分裂，並且這兩個部分仍在分離。他們將這個較小的遺跡命名為迷你麥哲倫星雲。
2023年，據報導，小麥哲倫星系實際上是兩個獨立的結構，具有不同的恆星和氣體化學成分，相距約5,000秒差距。

## 外部連結
- NASA Extragalactic Database entry on the SMC （页面存档备份，存于）
- SEDS entry on the SMC （页面存档备份，存于）
- SMC at ESA/Hubble 的存檔，存档日期2007-09-27.
- Astronomy Picture of the Day 2010 January 7 The Tail of the Small Magellanic Cloud （页面存档备份，存于） - Likely stripped from the galaxy by gravitational tides, the tail contains mostly gas, dust, and newly formed stars.

| 天文學目錄  | 天文學目錄                                      | 天文學目錄 |
| ----------- | ----------------------------------------------- | ---------- |
| NGC天體表： | NGC 290 - NGC 291 - NGC 292 - NGC 293 - NGC 294 |            |

}